# Luiz Vilela
Luiz Vilela (Ituiutaba, 31 de dezembro de 1942) é um escritor brasileiro.

## Biografia
Formou-se em Filosofia na Universidade Federal de Minas Gerais, em Belo Horizonte. 
Depois de residir em São Paulo, e passar períodos nos Estados Unidos da América e na Espanha, Luiz Vilela vive desde meados dos anos 1970 em sua cidade natal, Ituiutaba.

## Produção literária
Estreou-se na literatura aos 24 anos, com o livro de contos Tremor de terra, pelo qual recebeu o Prêmio Nacional de Ficção em Brasília. Participou de vários projetos literários, como A Revista e a Página dos Novos, editada pelo jornal Estado de Minas.
Luiz Vilela também foi premiado no I e II Concurso Nacional de Contos, do Paraná.
Estudos sobre a sua obra já são vários nas universidades brasileiras, com alguns trabalhos também no exterior. Destacam-se O diálogo da compaixão na obra de Luiz Vilela, de Wania Majadas, lançado em 2000, Goiás, e em 2012, Minas Gerais, e a tese Faces do conto de Luiz Vilela, de Rauer Ribeiro Rodrigues, defendida em 2006 na Unesp de Araraquara..
Seus contos, romances e novelas já foram publicados em vários países, como Estados Unidos, Alemanha, França, Inglaterra, Itália, Suécia, Polônia, República Tcheca, Argentina, Paraguai, Chile, Venezuela, Cuba e México. 
- Tremor de terra (contos, 1967)[3]
- No bar (contos, 1968)
- Tarde da noite (contos, 1970)[3]
- Os novos (romance, 1971)[3]
- O fim de tudo (contos, 1973)[3]
- Contos escolhidos (antologia, 1978)
- Lindas pernas (contos, 1979)[3]
- O inferno é aqui mesmo (romance, 1979)[3]
- O Choro no travesseiro (novela, 1979)
- Entre amigos (romance, 1983)[3]
- Uma seleção de contos (antologia, 1986)
- Contos (antologia, 1986)
- Os melhores contos de Luiz Vilela (antologia, 1988)
- O violino e outros contos (antologia, 1989)
- Graça (romance, 1989)
- Te amo sobre todas as coisas (novela, 1994)
- Contos da infância e da adolescência (antologia, 1996)
- Boa de garfo e outros contos (antologia, 2000)
- Sete histórias (antologia, 2000)
- Histórias de família (antologia, 2001)
- Chuva e outros contos (antologia, 2001)
- Histórias de bichos (antologia, 2002)
- A cabeça (contos, 2002)
- Bóris e Dóris (novela, 2006)
- Três histórias fantásticas (antologia, 2008)
- Amor e outros contos (antologia, 2009)
- Perdição (romance, 2011)[4]
- Você verá (contos, 2013)
- A Feijoada e Outros Contos (antologia, 2014)
- Participa de diversas antologias de contos, no Brasil e no exterior.

## Prêmio Jabuti
Em 1974, recebeu o Prêmio Jabuti pelo livro de contos O Fim de Tudo.